# رسم الحلبي
رسم الحلبي هي إحدى القرى الواقعة تحت السيادة السورية, والتابعة لمحافظة القنيطرة في هضبة الجولان بجنوب غرب سوريا.
مزرعة في هضبة الجولان، تتبع قرية رويحينة، ناحية قرى مركز ومنطقة القنيطرة. (87ن-870م). تقع في أرض بركانية منبسطة شرق وادي الرقاد، يبدأ عندها مسيل الحلبي، شمال شرق قرية رويحينة ب3 كم. وإلى الجنوب الشرقي من مدينة القنيطرة بمسافة 11 كم. يعمل سكانها بزراعة الحبوب والبقول زراعة بعلية، ويربون الأغنام والأبقار. تشرب من شبكة موزعة تستجر ماءها من قرية رويحينة.